# Fabio Vullo
Fabio Vullo (ur. 1 września 1964 w Massie) – włoski siatkarz, medalista igrzysk olimpijskich i uniwersjady oraz wielokrotny mistrz Włoch.

## Życiorys
Vullo zadebiutował w reprezentacji Włoch w 1983 w wygranym meczu ze Niemcami Zachodnimi. Zdobył złoty medal na igrzyskach śródziemnomorskich 1983 w Casablance. Wystąpił na igrzyskach olimpijskich 1984 odbywających się w Los Angeles, podczas których zagrał we wszystkich meczach siatkarskiego turnieju, w tym we zwycięskim pojedynku o brąz z Kanadą. Zdobył brązowy medal na uniwersjadzie 1987 w Zagrzebiu. Podczas igrzysk 1992 w Barcelonie wystąpił w każdym spotkaniu, w tym we zwycięskim pojedynku o 5. miejsce z reprezentacją Japonii. Zajął 1. miejsce w lidze światowej 1992. W drużynie narodowej rozegrał 139 meczów.
Był zawodnikiem włoskich klubów Pallavolo Massa (1975–1982), Pallavolo Torino występującego pod nazwami Kappa, Cus i Bistefani Torino (1982–1986), Modena Volley występującego pod nazwami Panini, Philips, Daytona Las Modena i Casa Modena Unibon (1986–1990, 1994–2000), Messaggero / Porto Ravenna (1990–1994), Sisley Treviso (2000–2002) i Lube Banca Marche Macerata (2003–2004). Zdobył mistrzostwo Włoch ośmiokrotnie w latach 1984–1989 1991, 1995, 1997 i 2001, w pucharze Włoch tryumfował sześciokrotnie w 1988, 1989, 1991, 1995, 1997 i 1998 oraz wygrał superpuchar Włoch w 1997, 2000 i 2001. Zwyciężał w Pucharze Europy Mistrzów Klubowych w 1990, 1992, 1993, 1994, 1996, 1997 i 1998 oraz w Pucharze CEV w 1984 i 1995. Jest również tryumfatorem klubowych mistrzostw świata z 1991 oraz superpucharu Europy z 1992, 1993 i 1995.
W 2007 zwyciężył w pierwszych mistrzostwach Europy weteranów powyżej 40 lat.